# 赤城 (空母)
赤城（あかぎ）は、大日本帝国海軍の航空母艦。

## 概要
軍艦赤城は、八八艦隊計画により天城型巡洋戦艦の2番艦として呉海軍工廠で建造が始まった。
だがワシントン会議と軍縮条約の締結により建造中止となり、同条約の制限枠内で巡洋戦艦から航空母艦に改造された。三段式空母として完成したが、後に一段全通式空母に改装された。1942年（昭和17年）6月のミッドウェー海戦で沈没した。

## 特徴

### 名称
赤城の艦名は群馬県前橋市の赤城山にちなんで命名された。日本海軍の軍艦としては、摩耶型砲艦の赤城に続いて二隻目。同型艦の天城同様、巡洋戦艦の命名基準に則り山から名前が取られ、その名前のまま空母に改装された。航空母艦命名に関して明確な命名標準が設けられたのは昭和8年12月18日付 海軍大臣から侍従長宛文書「海軍大臣官房 官房機密第2417号」、およびそれに対して返信された同年12月19日付 侍従長から海軍大臣宛書簡によってである。

### 三段式空母
赤城は巡洋戦艦として完成していた船体を無理矢理空母に改造したため、当初から不具合を抱えることになった。
計画では、全長254m（770呎）、幅33m（110呎）、排水量27,000トン、速力31.75ノット、36機搭載という規模だった。建造当初の赤城の飛行甲板はイギリス海軍のカレイジャス級巡洋戦艦改造空母フューリアス (HMS Furious, 47) の第二次改装を参考にして三段式であった（フューリアスは二段）。ただし、中段には20cm連装砲2基と艦橋があり、飛行甲板としては使用されなかった。しかも下段甲板もほぼ使われていないという有様だった。着艦と大型機の発艦は最上段の発着甲板で行い、中部格納庫（赤城は格納庫も三段式）から伸びた下段飛行甲板は小型機の発艦に使用された。建造中はどの甲板を「上甲板」と解釈するかで議論があった。
また煙突は右舷に設置され、重油専焼缶の第一煙突は飛行甲板上の乱流を防止するため海面側に向け、発着艦時には海水を噴霧して冷却のうえ排煙し、重油・石炭混焼缶の第二煙突を上方に向ける方式がとられた。この独特の構造は世界の空母の中で後にも先にも赤城だけである。完成後数年で飛行甲板右舷に航海用の小型艦橋が設置された。これは、先に近代化改装工事に入った加賀で改装前に使用されていたものを移設したものである。
赤城と加賀は三段甲板の中段に20cm連装砲2基、後部両舷にそれぞれ単装砲を3基ずつ据え、合計で20cm砲を10門装備する。これはワシントン海軍軍縮条約の規定の上限であり、重巡洋艦と同等である。当時はまだ空母という艦種ができたばかりで用法が定まっておらず、また搭載航空機の航続距離も短く性能も低かったため、空母にも砲戦の機会があると考えられたからである。なお、巡洋戦艦として計画されていたときよりも排水量が大幅に減り（基準排水量で約1万トン減）、喫水が浅くなった。
機密保持がさほど厳しくなかった昭和初期までは艦影が公開されて、広く一般に愛されている。ただし艦要目は「全長232,56m、幅28,04m、常備排水量28,100t、速力28.5ノット」と控えめな数値で公表され、搭載機数については秘密であった。また三段空母時代の艦影は広く知られていたが、飛行甲板一枚に統一された近代化改装以降の姿は有名ではなく、1940年（昭和15年）に発刊された書籍でも加賀が改装後の写真を公表している一方、赤城は三段甲板時代の写真が使われていた。セイロン沖海戦の前に赤城に乗艦した牧島貞一従軍カメラマンは、三段空母時代の赤城と近代化改装後の赤城の艦影が違うことに驚いている。

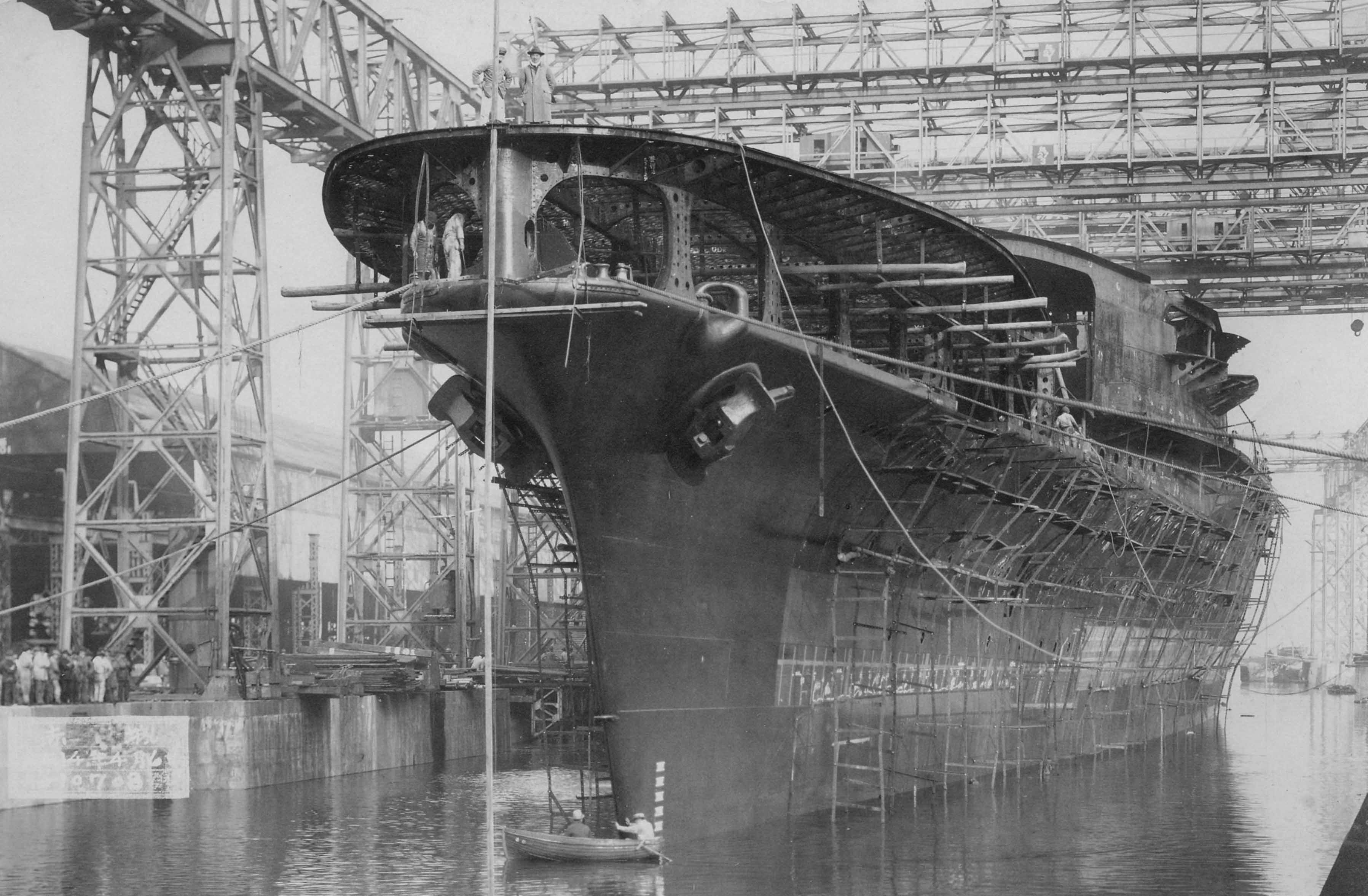
1925年4月進水後　呉海軍工廠
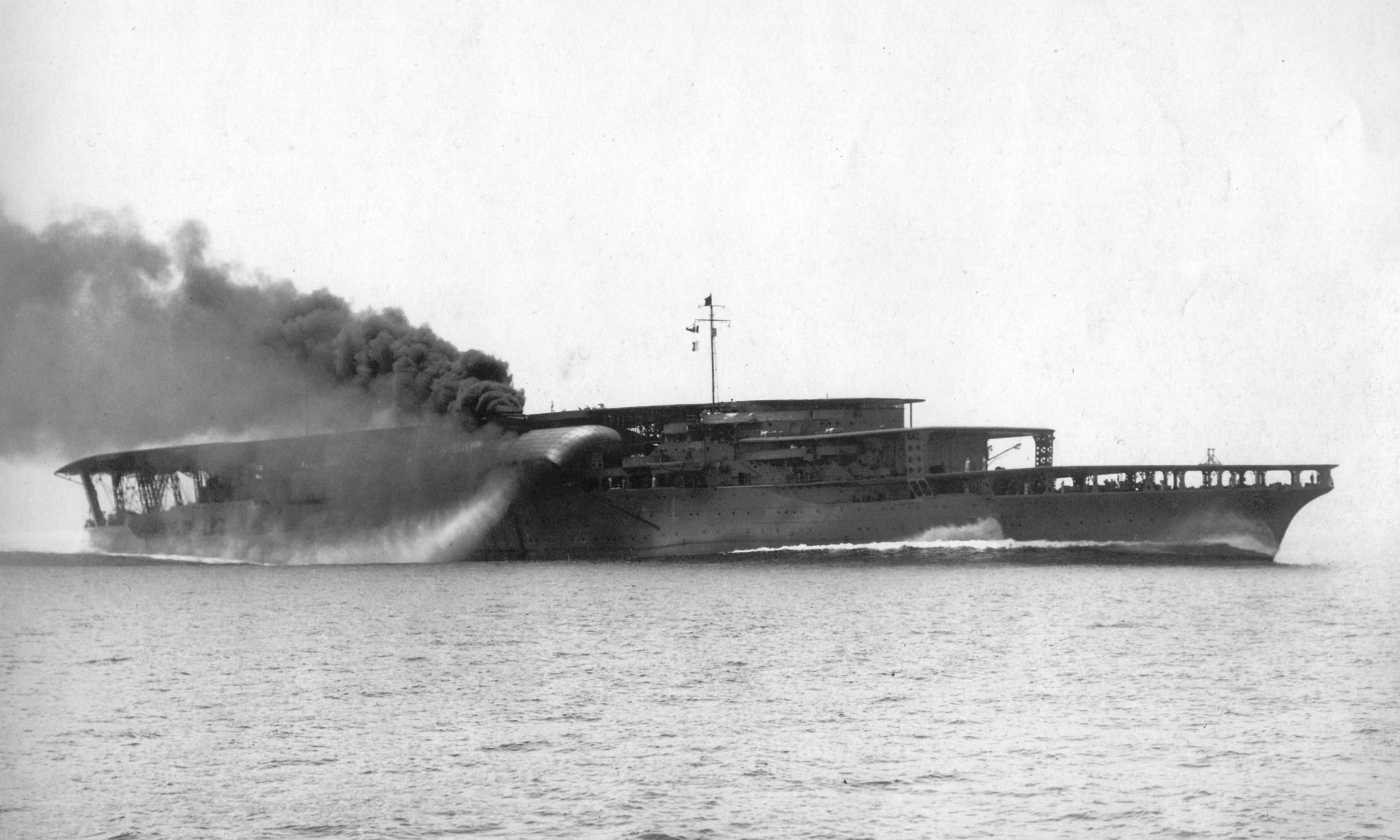
新造公試における3段甲板の赤城。艦橋前の20cm連装砲はまだ搭載されていない。
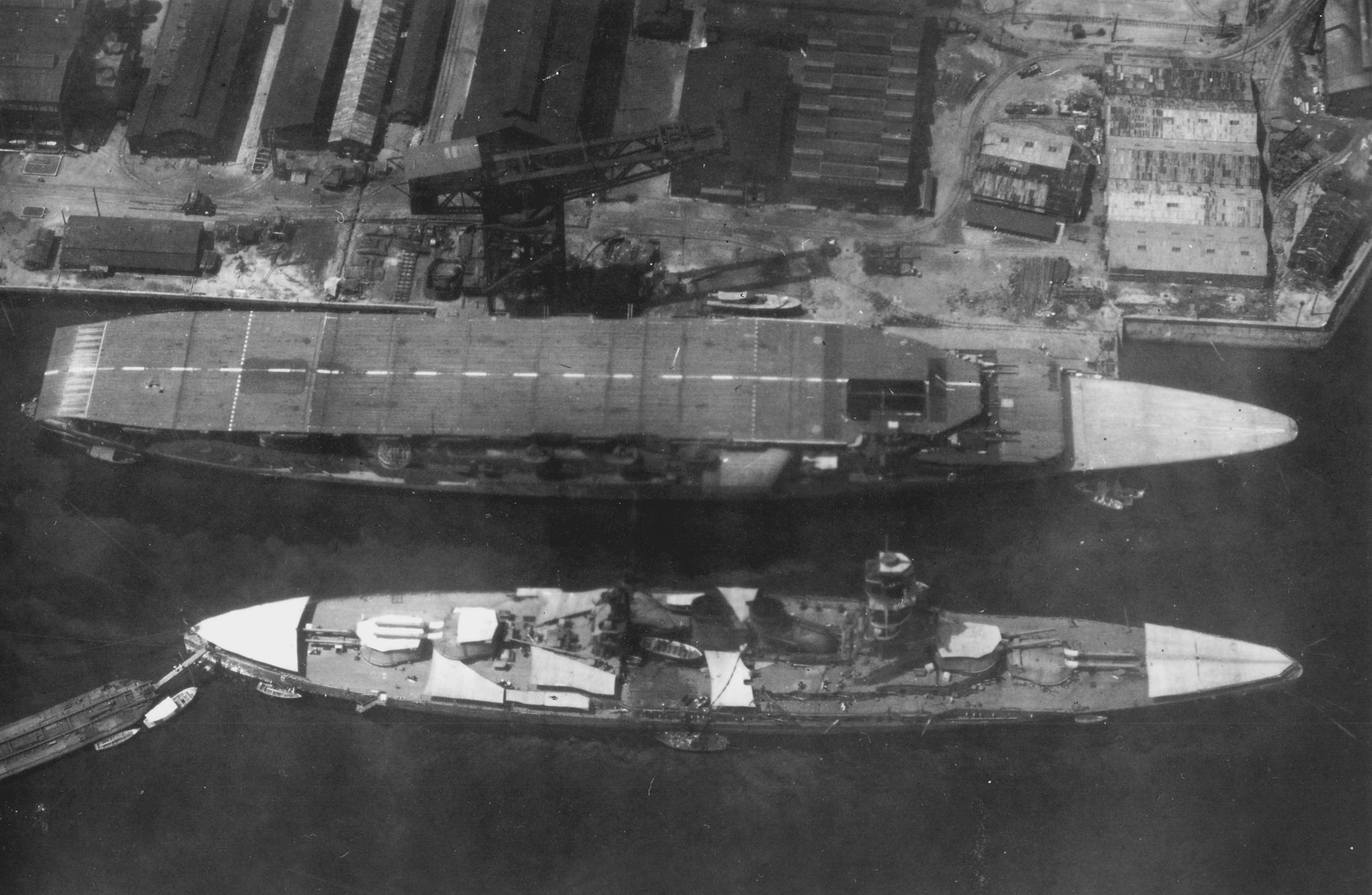
一段甲板に改装前の赤城。下の戦艦は長門
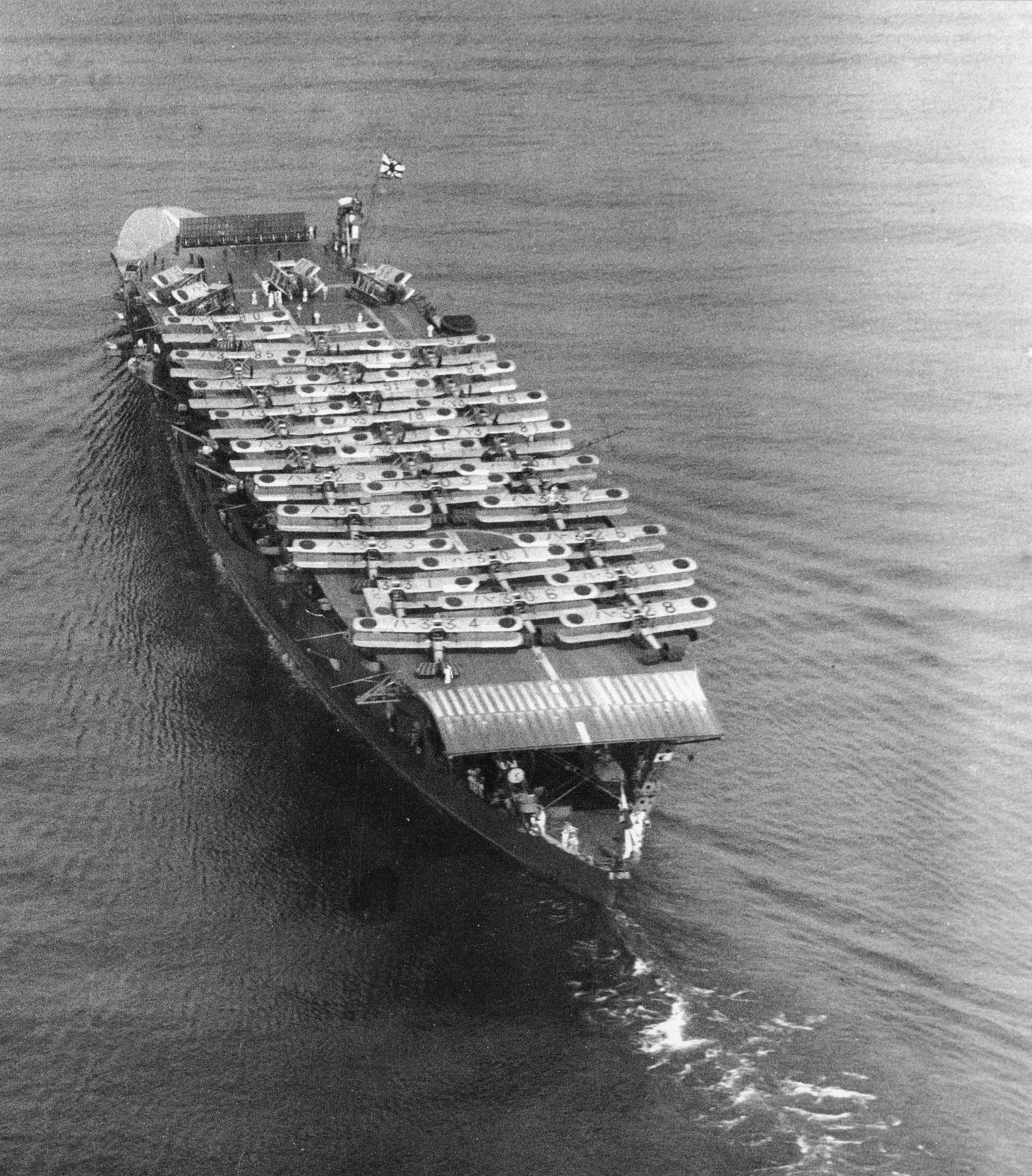
右舷に小型艦橋を設置した改装前の赤城
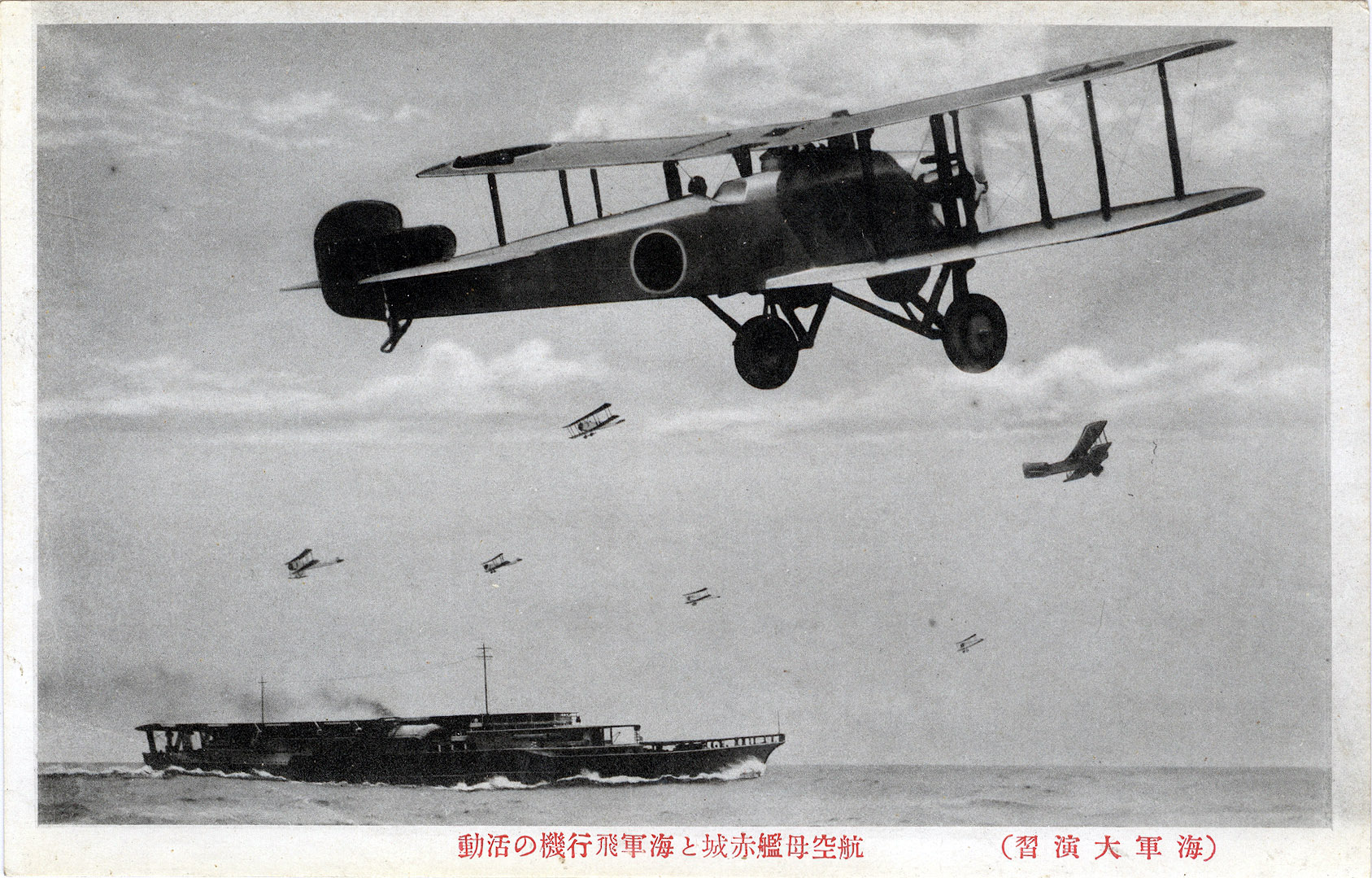
赤城と一三式艦上攻撃機（1935年頃）

### 一段全通式空母

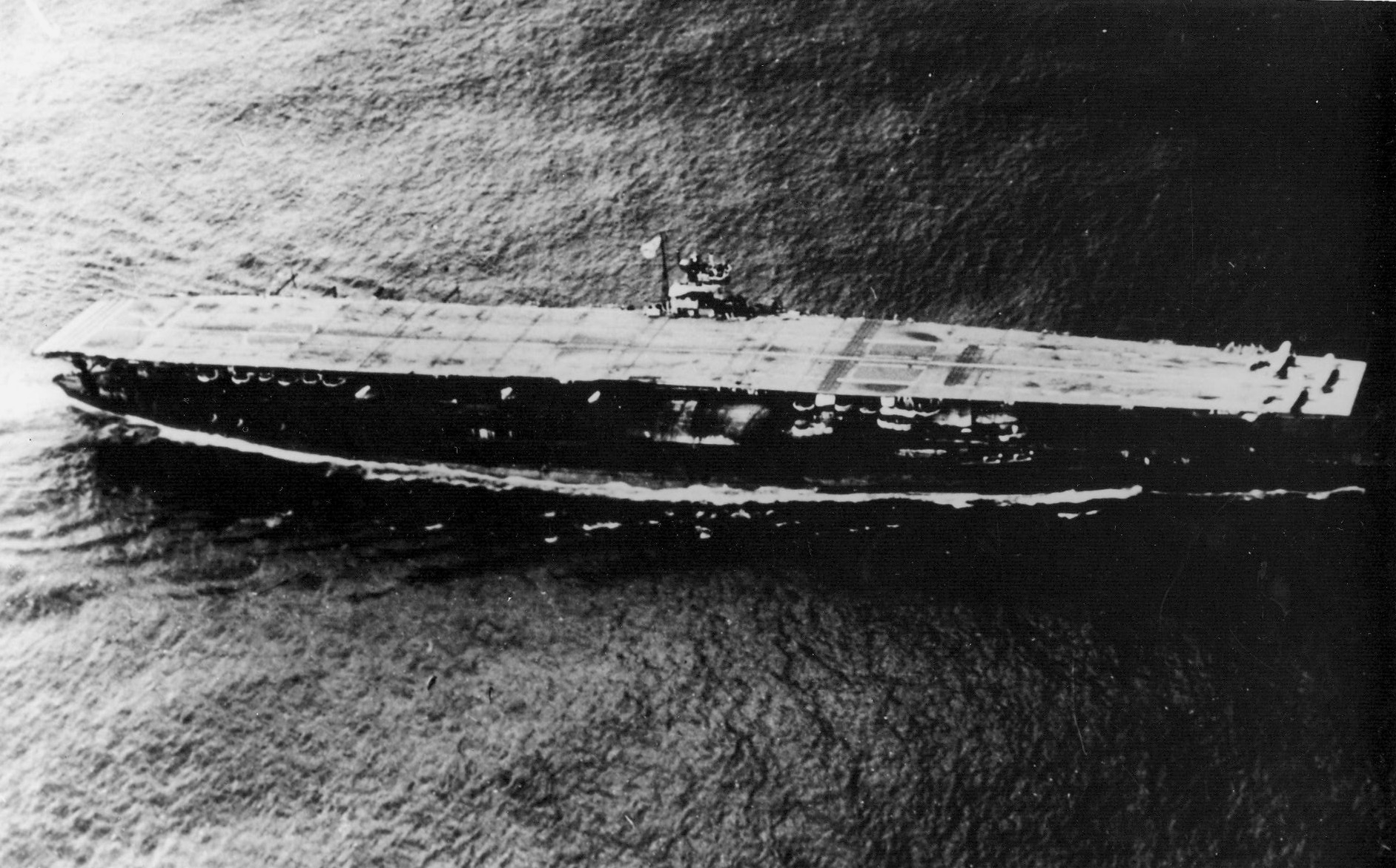
大改装後の赤城。右舷中央に巨大な曲面煙突が判別できる。左舷側艦橋を設けた日本空母は本艦と飛龍のみ。

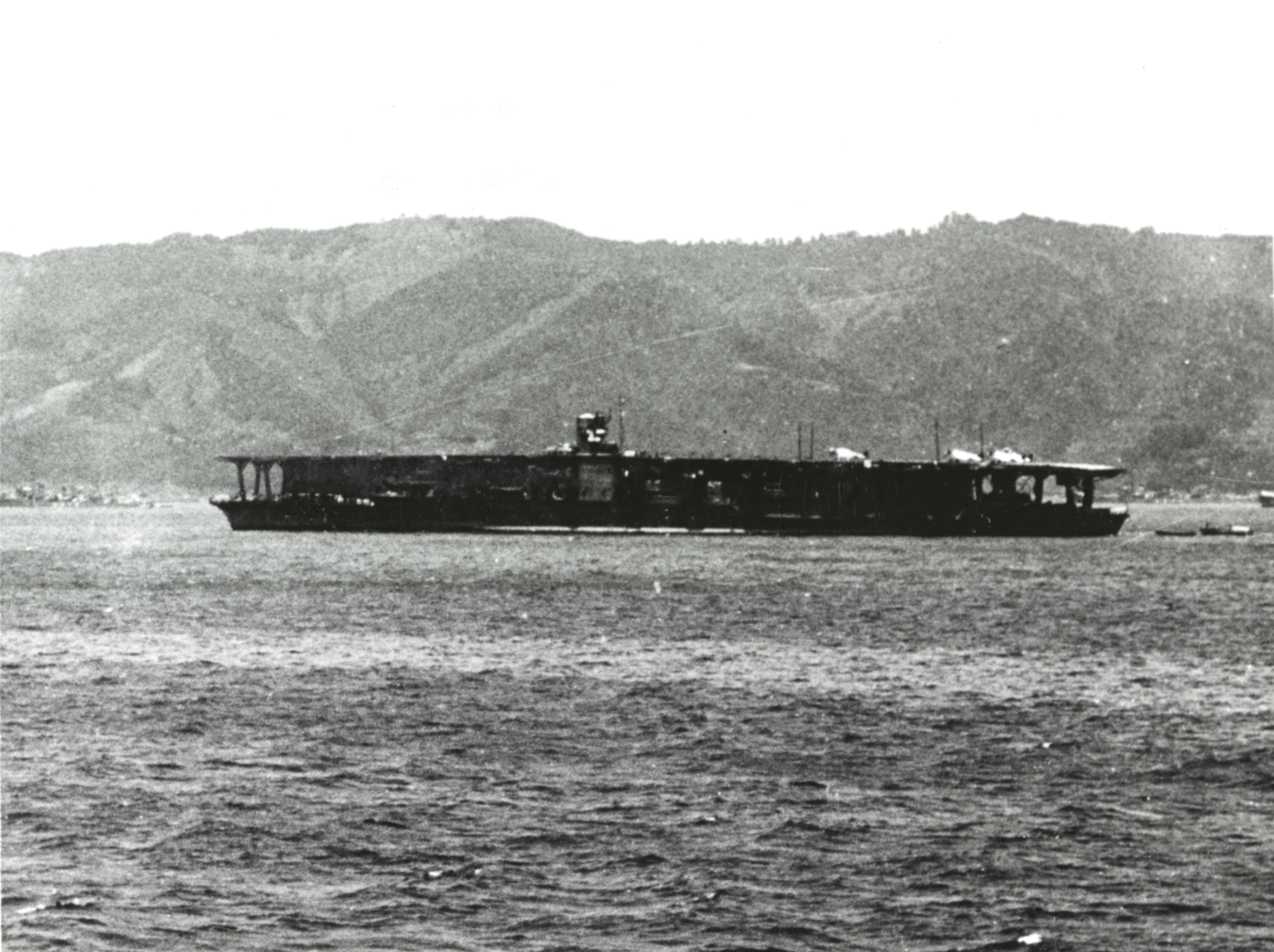
高知県宿毛湾に停泊する赤城。飛行甲板前後の傾斜部分が判る。

航空機の発達にともなって飛行甲板の延長が必要となり、先に大改装を行っていた加賀を参考に1938年（昭和13年）に全通式の飛行甲板に延長するなどの近代化改装が佐世保海軍工廠で施された。艦型は一新され、排水量も41,300t（公試状態）となった。この時、下二段は閉鎖式の格納庫甲板となり拡張されて常用の搭載機も66機に増えた。飛行甲板は中央部が水平で、艦首方向へ0.5度、艦尾方向へ1.5度の傾斜が付けられていた。
ただし赤城の改装は予算上の制約から加賀に比べると、丁寧ではなかったり略式なものにとどまり、用兵側からは不満の残る仕上がりとなった。
例えば飛行甲板では、木製の板の隙間を埋める防水充填剤が板と板の間からはみ出て、それが甲板上に黒く硬くなって残っているなど、他の空母にはこのような雑な飛行甲板の仕上げは見られなかったという。旧石炭庫を居住室に転用するなど、艦内は迷路同然であった。
右舷中央部にある第一煙突と第二煙突は一つにまとめられた。航空機の着艦時には煙突内に海水を噴射して煙を吸収させるため、煙突から滝が落ちているように見えたという。右舷後部の居住区は煙突の排気が流れ込むため窓をあけられず、居住性の悪さから「人殺し長屋」の異名があった。のち、煙突を艦橋と一体化し、煤煙を上方へ逃がす欧米空母型の艦橋・煙突を採用した隼鷹型航空母艦「隼鷹」を見た赤城の将兵が、これからは軍艦の居住性が良くなると解説した事もある。また赤城では結核と赤痢を発症する兵が多く、暑さと空気の悪さのために廊下でハンモックを吊り睡眠する兵や、飛行機格納庫に寝床を作る兵が多かった（食事は上等であったという）。
艦橋は、先に全通式飛行甲板に改装された加賀では右舷前寄りに設置されたが、赤城では、将来艦上機も単葉、大型化するであろうために滑走距離も長くなる、着艦距離はワイヤーで制止されるため誘導設備が発達すればむしろ短くできるとの予想から、前寄りの位置では邪魔になると判断され、艦中央部に設置されることになった。しかし右舷のままでは煙突と重なるため、世界に類例のない左舷に艦橋が配置されることとなった（艦船は左舷接岸が世界的に規則化しているため、左舷に日本空母特有の舷側噴出し式煙突は設けることができなかった）。左舷艦橋配置は、反対舷の煙突と重量バランスがとりやすい、飛行甲板上の作業の指揮がとりやすい、格納庫が有効にレイアウトできるといったほか、同じ第一航空戦隊の加賀と並行航行する場合において、赤城が右、加賀が左と、艦橋を近接させ、連絡（発光信号等）をとりやすくできるといったメリットもあった。しかし、乱気流が発生したりと、デメリットもあった。第二航空戦隊と並走する航行序列の場合には第二航空戦隊旗艦が飛龍であったにもかかわらず右舷艦橋である蒼龍が前になり、赤城の左に位置した。しかし、赤城の左舷艦橋配置は、左方向へ指向してしまうレシプロ機においては、着艦のさい障害になる、また排煙が艦橋に流れてくるということで問題となり、これ以降の空母はすべて右舷艦橋とされている。竣工直前の飛龍はそのまま左舷艦橋で竣工しているが、翔鶴型は建造中に艦橋を右舷前寄りに設計変更された。赤城の艦橋は、艦の規模の割に小さく、大艦隊の作戦指導を行う際には問題になったとみられる。
武装面では、加賀と違って旧式の十年式45口径12cm高角砲を、新式の八九式40口径12.7cm高角砲に換装・増強できなかった。設置位置も低い位置のままだったので、依然として反対舷方向は撃てなかった。九六式25mm機銃の数は中型空母の蒼龍と同じで飛龍よりも少なく、4万トン級という船体の大きさの割に、真珠湾攻撃に参加した空母6隻の中で対空火力は最も貧弱だった。三段甲板時代、中段甲板に設置されていた砲塔式の20cm砲は撤去されたが、艦尾舷側に装備した計6門の20cm砲は近代化改装後も装備していた。若手士官は「発射すると飛行甲板がめくれあがる無用の長物」と揶揄している。ミッドウェー海戦で赤城は20cm砲を最低54発発射しているが、飛行甲板への影響については不明である。飛行甲板に手すりはなかったが、一段低い高角砲と機銃甲板の間にポケットと呼ばれる整備兵退避場所がある。さらにネットが張ってあり、落下事故を防止していた。
三段の格納庫も船体の大きさの割には狭く、大蔵省の記録では戦闘機27、攻撃機53、計80、補用機40、総計120（加賀は戦闘機24、攻撃機45、計69、補用機31、総計100）となっているが、実際の搭載機数は加賀、翔鶴、瑞鶴より少なかった。太平洋戦争開戦時の常用搭載機数は艦上戦闘機18機、艦上爆撃機18機、艦上攻撃機27機。加賀、翔鶴、瑞鶴はいずれも艦戦18、艦爆27、艦攻27である。航空機はエレベーターで上下するが、乗組員は左舷のタラップで飛行甲板へ上がった。
各種の改装によって排水量が1万tほど増加したにもかかわらず、機関出力はあまり向上しなかったため、速力は32.1ノットから31.2ノットに低下した。
航続距離もあまり伸びなかったため、遠距離外洋航行となる真珠湾攻撃では、蒼龍、飛龍とともに作戦から外すことが計画段階で検討されたこともあった。

## 艦歴

### 三段式空母

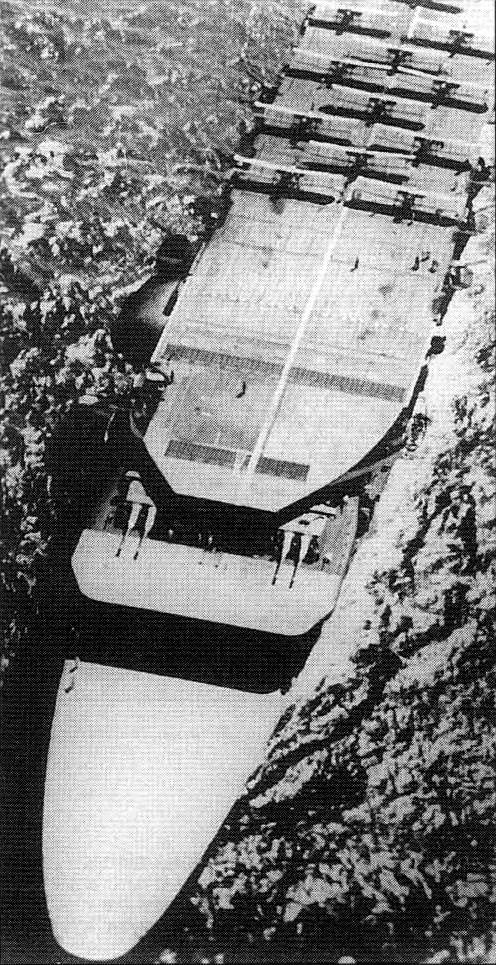
1929年に撮られた赤城。艦首に20cm連装砲塔2基が見える

赤城は日本海軍が計画した八八艦隊計画により、「41cm砲10門、排水量41,000t、速力30ノット」という規模の天城型巡洋戦艦が建造されることになり、1919年（大正8年）7月17日付で1番艦と2番艦にそれぞれ天城と赤城の艦名が与えられた。同日付で長良型軽巡洋艦3隻も命名され、いずれの艦も艦艇類別等級表に登録された。
1920年（大正9年）12月6日、赤城は呉海軍工廠で起工した。完成前の1922年（大正11年）にワシントン海軍軍縮条約が締結されたことから、条約に従い主力艦としての廃艦処分を回避するため、当時は補助艦艇であった航空母艦に改造されることになった。アメリカ海軍のレキシントン級巡洋戦艦も天城型巡洋戦艦と同様の事情および経緯を経て空母へ改造され、レキシントン級航空母艦レキシントン (USS Lexington, CV-2) とサラトガ (USS Saratoga, CV-3) が就役している。
なお、赤城の同型艦でありネームシップの天城も同様に航空母艦に改造される予定であったが、関東大震災により竜骨を破損したため破棄される。代艦として加賀型戦艦1番艦であった戦艦加賀が航空母艦に改造された。
1923年（大正12年）11月19日、戦艦加賀および巡洋戦艦赤城の空母化が正式に通達された。同日付で航空母艦翔鶴（初代）の建造中止が決まり、航空母艦として登録された加賀、赤城と入れ替わる形で除籍された。

1925年（大正14年）4月22日、航空母艦赤城として進水した。
赤城は1927年（昭和2年）3月25日に竣工した。1928年（昭和3年）6月、東郷平八郎元帥と岡田啓介海軍大臣等が赤城を訪れ、航空訓練を視察した。1929年（昭和4年）になると山本五十六大佐（のち連合艦隊司令長官）が赤城艦長に着任しており、後年には山本元帥の乗艦としても国民に紹介されている。他艦よりも汚れ、艦内清掃も行き届いていない第一航空戦隊旗艦赤城を見て同戦隊司令官高橋三吉少将が叱責したところ、松永寿雄赤城副長は「観艦式ならともかく、猛訓練を優先すれば、清掃や化粧（艦外観の塗装）が疎かになるのは当然」と反論。山本艦長も「いざ実戦となったら、軍艦のお化粧よりも戦いが先だ。軍艦は散髪屋ではないし、ペンキを塗るのがその本職でもない」と副長の判断を是認した。
なお山本五十六元帥について『飛行甲板から落ちそうになった飛行機を見た山本は赤城艦橋から飛び出し、飛行機の尾翼をおさえて転落を防いだ』という逸話が紹介されることがある。これについて奥宮正武は、「発着艦時の艦長は艦橋から離れない」「飛行機が転落しそうになった時には、飛び出して尾翼を押さえてやりたい気持ちだった」という山本の心情が誤って伝聞されたと指摘している。
1935年11月15日、赤城を三段式甲板から一段全通式甲板に変更する大改装が佐世保海軍工廠で開始される。

### 支那事変
1938年8月31日、赤城の改装が完了し、一段全通式空母となる。当時は1937年7月に始まった支那事変の最中であった。
1939年（昭和14年）、日本本土に戻った加賀と入れ替わるように第一航空戦隊旗艦となり、1月に横須賀軍港を出港。米内光政海軍大臣や草鹿龍之介軍令部第一課長等が主導する海南島攻略作戦に参加する。佐世保軍港で九七式艦上攻撃機を搭載したのち、第29駆逐隊（追風、疾風）に護衛されて中国方面へ進出する。赤城の航空戦力は艦戦18、艦爆12、艦攻18であった。2月3日、香港島万山諸島万山湾に投錨。その後、南支方面艦隊（司令官近藤信竹中将、第五艦隊：第九戦隊《妙高・名取》、第四水雷戦隊《長良》等）と共に2月10日の海南島制圧作戦を実施した。赤城の航空隊は水上機母艦千代田、特設水上機母艦神川丸、陸海軍基地航空隊と協力し、海軍陸戦隊や陸軍部隊の上空掩護、地上支援を任じた。赤城の出番はこれで終わり、有明湾に帰投して飛行機隊の訓練に従事した。日本海軍の海南島占領に対し、中華民国の蔣介石は「1931年9月18日の奉天攻略と対をなす、第二の奉天、太平洋上の満州事変である」と反発。欧米列強も日本が支那事変の枠を越えたと判断し、東アジアでの敵対構造が鮮明化していった。
1941年（昭和16年）9月12日に内示された昭和17年度海軍戦時編制によれば、最新鋭の翔鶴型航空母艦（翔鶴、瑞鶴）は第十一駆逐隊（吹雪、白雪、初雪）と共に第一航空戦隊を編制し、それまでの一航戦（赤城、加賀）は第五十一駆逐隊（白雲、薄雲）と共に第五航空戦隊となる予定であった。しかし完成直後の翔鶴を訪れた第一航空艦隊司令部は「翔鶴型の飛行甲板は他の空母と比べて著しく短い」「艦橋付近の飛行甲板の幅が狭く、艦上機の運用に不便」という評価を下しており、その影響もあってか赤城・加賀が第五航空戦隊に配属されることはなかった。

### 太平洋戦争

#### 南方作戦

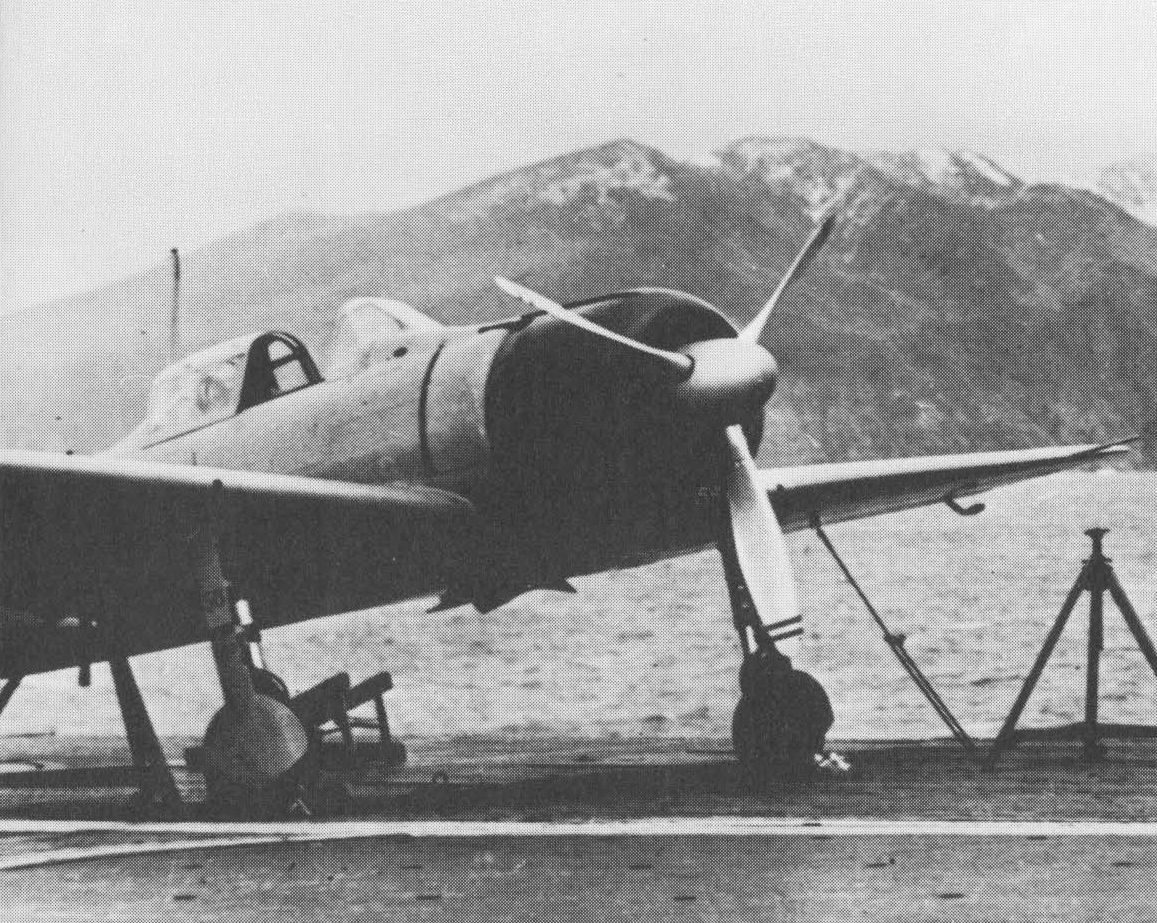
ハワイ作戦参加艦隊の最終集結地択捉島単冠湾において赤城甲板上の板谷茂飛行隊長機

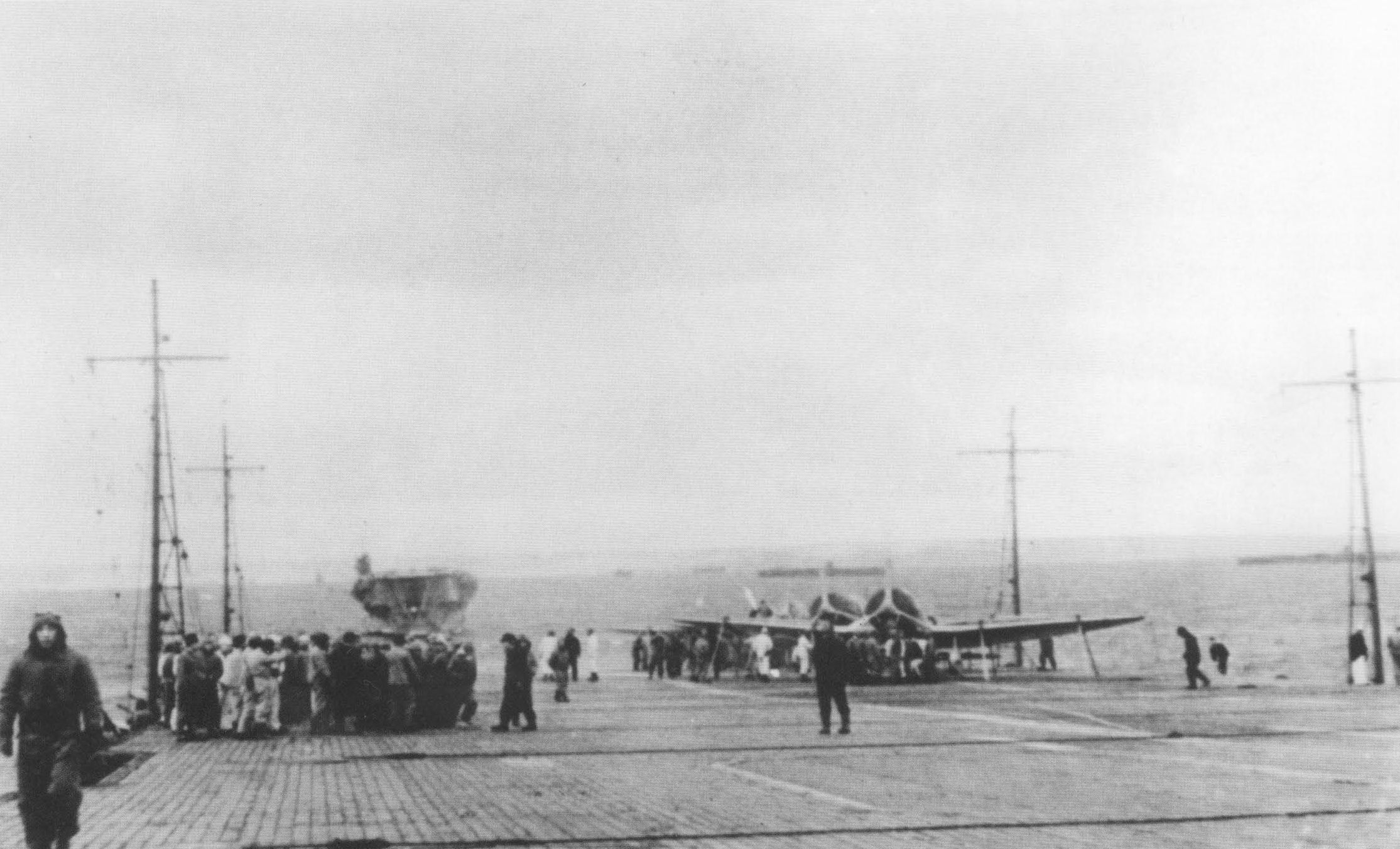
真珠湾に向かう赤城 後に加賀、翔鶴、瑞鶴、蒼龍、飛龍、が続いている。

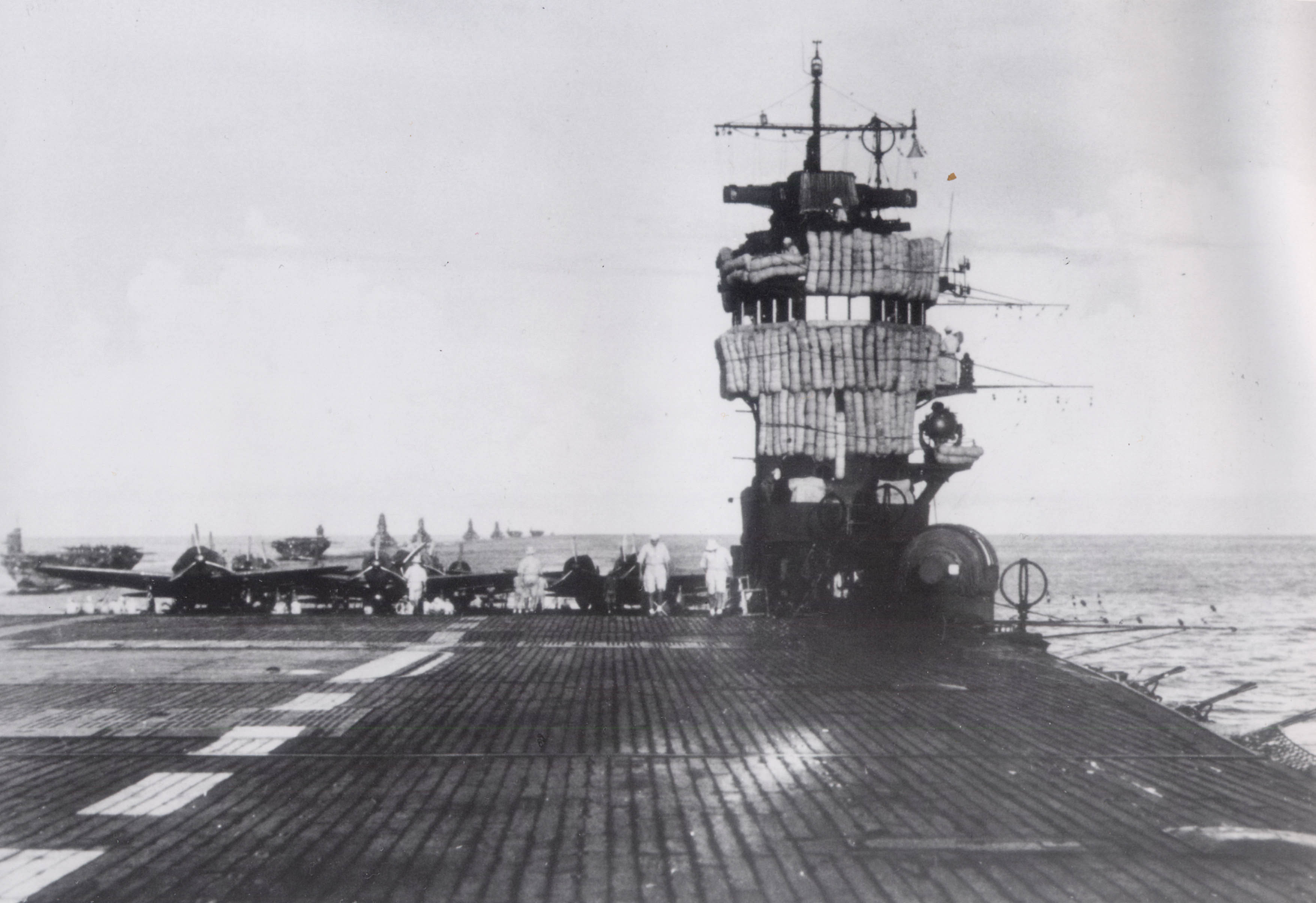
インド洋に向かう赤城 後に蒼龍と飛龍他、金剛型戦艦が続いている。

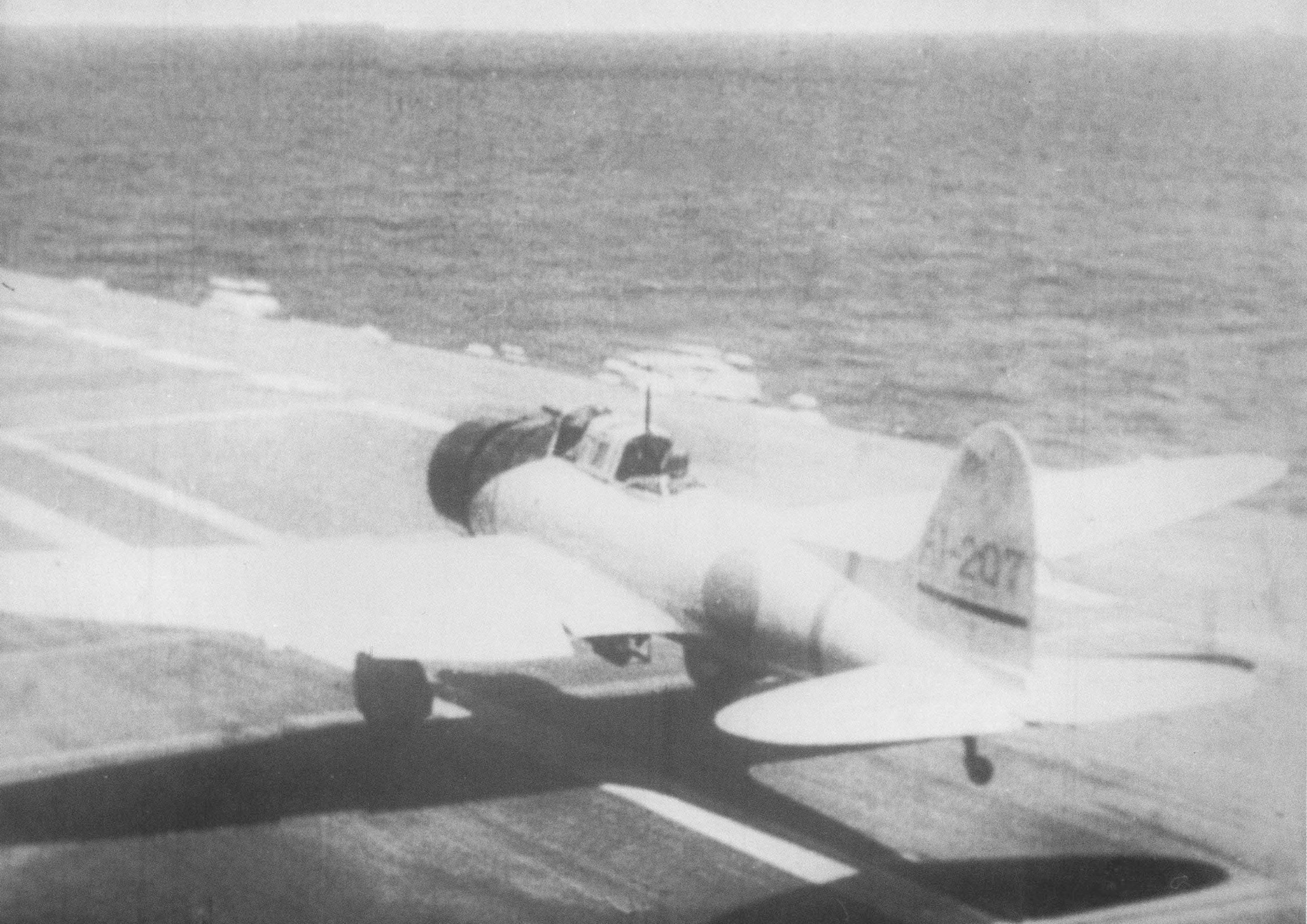
1942年4月5日、インド洋にて発進する九九式艦上爆撃機。

1941年（昭和16年）4月、第一航空艦隊（長官は南雲忠一中将）が編制され、赤城は加賀および駆逐艦2隻とともに第一航空戦隊として編入された。一航艦は編制とともに真珠湾攻撃の準備を進めた。1941年（昭和16年）11月9日から14日にかけて、重油の入ったドラム缶900本を搭載し、内火艇などもすべて陸揚げした。
第一航空戦隊所属の艦上機部隊は、艦上攻撃機隊64機が海軍航空隊鹿児島基地（戦後、旧鹿児島空港となる）、艦上爆撃機隊45機が海軍航空隊富高基地を訓練基地として、そして第一航空戦隊ならび第二航空戦隊所属の艦上戦闘機隊72機は海軍航空隊佐伯基地を訓練基地として、錦江湾や志布志湾、佐伯湾で演習を行い、11月16日佐世保基地にいた加賀以外の第一航空艦隊（南雲機動部隊）空母5隻は佐伯湾にて艦上機部隊を各陸上基地から離陸させて着艦収容した。
その時の佐伯湾にはハワイ作戦に参加するほとんどの24隻の艦船が集まっており、翌17日午後に山本五十六連合艦隊司令長官の視察を受けた。各艦船は機動部隊としての行動をごまかすため、11月18日午前4時、軽巡阿武隈（第一水雷戦隊旗艦、司令官大森仙太郎少将）と隷下駆逐艦9隻が動き出したのを皮切りに、時間をずらしてバラバラに佐伯湾を離れ、艦隊が最終集結する千島列島の択捉島単冠湾を個別に目指した。赤城は同日午前9時に動き出し、単冠湾へ向かった。
11月19日、八丈島沖の赤城では飛行甲板上に全飛行機搭乗員が集められて真珠湾攻撃が訓示され、艦隊集結予定日通り11月22日の朝に単冠湾へ入る。各艦打ち合わせと兵器整備の後、11月26日に単冠湾を出港し、南雲機動部隊の旗艦として一路ハワイ・真珠湾へと向かった。
1941年12月、真珠湾攻撃に参加。赤城からは、第一次攻撃隊第一波として、九七式艦攻27機（水平爆撃隊15機＝指揮官：飛行隊長淵田美津雄中佐、雷撃隊12機＝指揮官：飛行隊長村田重治少佐）、零戦9機＝指揮官：飛行隊長板谷茂少佐が出撃。第一次攻撃隊第二波として、九九式艦爆18機＝指揮官：分隊長千早猛彦大尉、零戦9機＝指揮官：分隊長進藤三郎大尉が出撃。
12月8日午前1時30分、淵田中佐率いる第一次攻撃隊第一波は赤城から発進した。日本軍航空隊の奇襲により、アメリカ海軍の太平洋艦隊 (United States Pacific Fleet) は戦艦4隻が沈没するなど大打撃を受けた。赤城第一波攻撃隊は零戦1機を喪失し、10機が被弾、戦死者2名を出した。赤城第二波攻撃隊は九九艦爆4機を喪失し、13機が被弾、戦死者8名を出した。赤城は日本への帰路につき、12月24日、日本本土に到着した。1942年1月下旬ラバウルを攻撃し、2月中旬のオーストラリアの港湾都市ポートダーウィンを空襲、3月5日チラチャップ攻撃と南太平洋を転戦する。3月24日、第十七駆逐隊の駆逐艦谷風で負傷者が発生し機動部隊旗艦赤城での治療を依頼したところ、赤痢患者多発のため受け入れを断る。谷風の負傷者は到着したばかりの空母瑞鶴にまわされた。3月26日、セレベス島を出港し、インド洋へ進出する。
1942年4月、セイロン沖海戦では、他の空母とともにイギリス海軍の東洋艦隊 (Eastern Fleet) に所属していた重巡洋艦2隻（ドーセットシャー、コーンウォール）、空母ハーミーズ (HMS Hermes, 95) を撃沈するなど破竹の進撃を続けた。一方でハーミーズの攻撃直前、イギリス軍のウェリントン爆撃機（著作や戦闘詳報ではブリストル・ブレニム爆撃機）から攻撃され、10発近い爆弾が赤城の艦首附近に落下する。対空警戒警報も出されず、爆撃されてからはじめて高高度を飛行するイギリス軍機の存在に気づき、高角砲を撃ち始めた。この時、飛行甲板の下の格納庫では、九七艦攻の装備を対地攻撃用の爆弾から艦艇攻撃用の魚雷に変更している最中だった。護衛駆逐艦の間では「爆弾が赤城に命中していた方が、機動部隊の目が覚めたのではないか」との話があり、またミッドウェー作戦後にも同様の話題が繰り返されたという。増田(赤城飛行長)も1発くらい命中していた方が良かったかもしれないと回想している。インド洋作戦中の1942年（昭和17年）4月1日、「赤城」の常用搭載機数は、艦戦18、艦爆18、艦攻18に減らされ、中型空母の蒼龍や飛龍と同じ航空攻撃力しか持たなくなった。4月24日、母港横須賀港に戻った。

#### ミッドウェー海戦

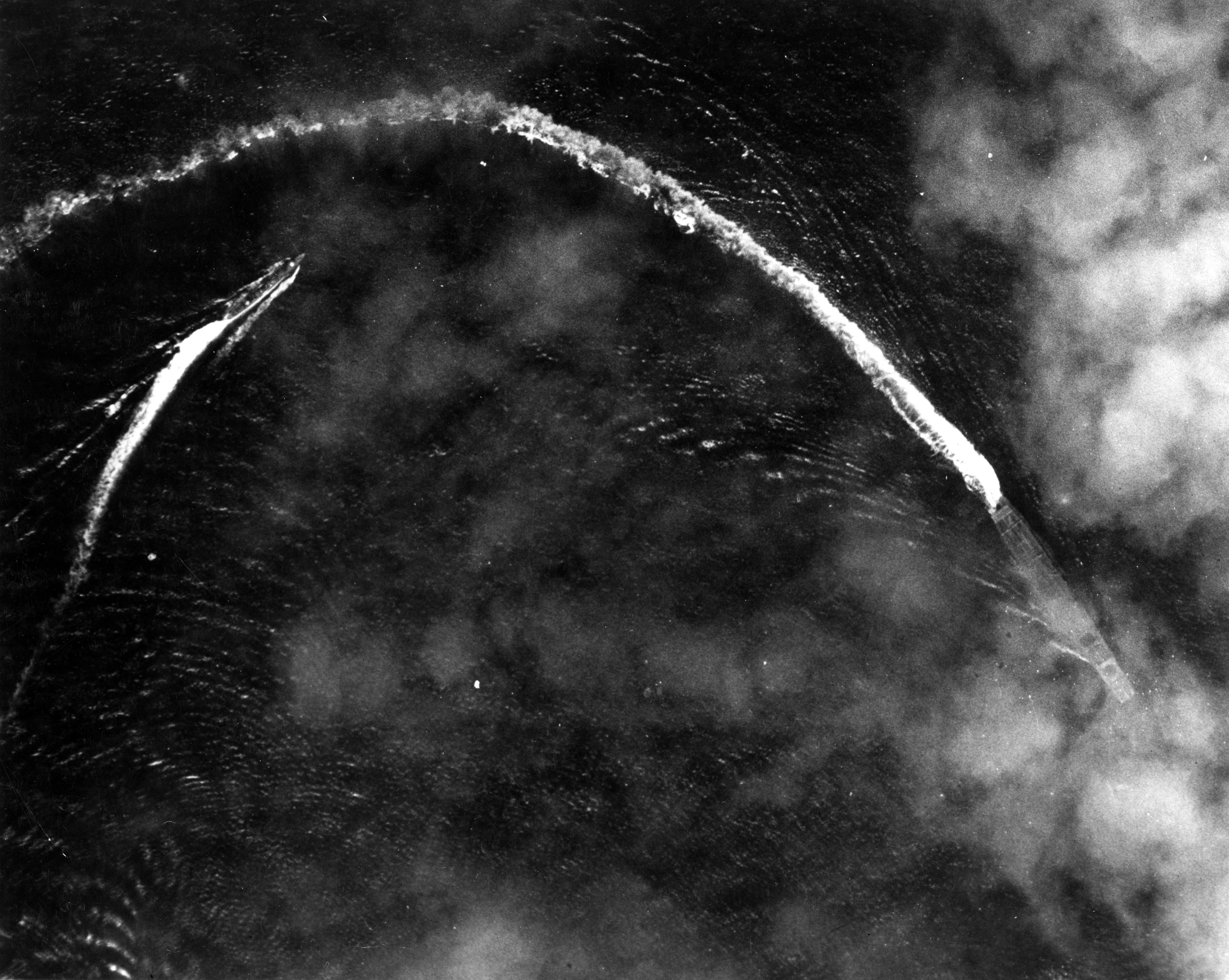
回避行動中の赤城。

1942年6月上旬、ミッドウェー作戦に参加。ミッドウェー海戦は、ミッドウェー島攻略を目的にしたミッドウェー作戦の前哨戦であった。準備期間は一か月もなく、時期尚早と一航艦司令部から反対があった。作戦事前研究会で山口多聞少将と源田実中佐が連合艦隊司令部に反対と食いついたが、連合艦隊司令部は決定済みとして取り合わなかった。ミッドウェー島占領後、基地航空隊の司令となる予定の森田大佐、飛行隊長、整備員達が赤城に乗り込み、士官室は手狭になった。淵田美津雄中佐(赤城飛行隊長)や村田重治少佐(雷撃隊隊長)ら飛行搭乗員達は、山本連合艦隊長官と戦艦の大和が南雲機動部隊の300浬後方をついてくることに「戦争見物でもするつもりか」と怒りを隠さなかった。5月27日の海軍記念日に赤城以下南雲機動部隊は日本から出撃する。6月4日、艦橋の周辺にハンモックを丸めたマントレットを装着した。また珊瑚海海戦の戦訓から敵味方識別のため、日本空母の飛行甲板前部には巨大な日の丸が描かれていたが、これはアメリカ軍急降下爆撃隊にとって絶好の的となった。
日本時間6月5日午前1時30分、日本軍南雲機動部隊はミッドウェー島のアメリカ軍基地に攻撃部隊を発進させた。赤城からは零戦9機(空中戦で1機喪失)、九九艦爆の稼働全18機が発進した。空中攻撃隊総指揮官を務めるはずだった淵田美津雄中佐は盲腸手術からの回復期で出撃できず、飛行甲板から攻撃隊を見送った。その彼の足元の航空機格納庫では、魚雷を搭載した九七式艦上攻撃機が米軍機動部隊出現に備えて待機している。第一次攻撃隊発進後、魚雷を搭載した第二次攻撃隊の九七艦攻が飛行甲板に揚げられた。午前4時、ミッドウェー基地攻撃を終えた第一次攻撃隊が「第二次攻撃の必要性あり」と伝達する。南雲司令官は兵装転換を各艦に命令、第一航空戦隊(赤城、加賀)では飛行甲板の九七艦攻を格納庫に戻して魚雷を外し、陸用爆弾に転換する作業が始まった。その最中、南雲機動部隊はミッドウェー基地から飛来したアメリカ軍航空機の空襲を受けた。赤城は攻撃を全て回避し、直衛の零戦を発進させてアメリカ軍機の攻撃を撃退した。
午前4時40分、重巡洋艦利根の零式水上偵察機が「敵らしきもの10隻みゆ」と報告したため、南雲司令部は兵装転換を45分に一時中止する。中止したのは、直前の珊瑚海海戦で翔鶴索敵機がタンカーネオショーと米空母を取り違えて誤認報告し、その索敵情報を鵜呑みにしたMO機動部隊（瑞鶴、翔鶴）が見当違いの方向に攻撃隊を送り出した戦訓に鑑みたものという意見もある。利根機の報告を受け、参謀長の草鹿龍之介少将は、空母が付近にいると思うと同時に「敵らしき」だけでは命令の変更には不十分であり、「艦種知らせ」と利根機に指示した。利根機からの電報を受ける直前あるいは受けた後に、飛龍の山口司令が掌航海長の田村士郎兵曹長に指示して「本朝来種々の敵機来襲にかんがみ、敵機動部隊出撃の算あり。考慮せられたし」という信号文を赤城に送ったという主張もある。
5時20分に詳細が入り、敵空母の存在を確認。5時30分、ミッドウェー基地への攻撃をとりやめ、アメリカ軍機動部隊を攻撃するため魚雷兵装転換命令を出す。さらに南雲機動部隊上空に帰還した第一次攻撃隊の着艦や、直衛戦闘機の燃料・弾薬補給の着艦・発艦を優先させた。結果的に、この決定で攻撃隊を発進させる前にアメリカの航空機の攻撃を受け、赤城は攻撃の機会を逃すことになるが、6月4日の午前7時45分(現地時間)には、南雲に後知恵という便利なものはなかった。赤城の艦橋はあまりにも狭く、空襲・潜望鏡発見・着艦・発艦のたびに騒々しくなり、南雲が考えをまとめるのは困難だったという意見もある。その赤城の格納庫では兵装転換を終えていた15～16機の九七艦攻への魚雷再装着作業が始まる。格納庫には、取り外された爆弾が乱雑に転がっている状態となった。
赤城は第一次攻撃隊27機の収容を優先し、午前6時18分に収容を終えた。その後もアメリカ軍は南雲機動部隊に波状攻撃を行い、直掩の零戦隊はアメリカ軍のTBFアベンジャー雷撃機に対応するため海面付近に降下した。各艦の注意が低空に向いていた日本時間午前7時26分、赤城は米空母エンタープライズから発進した艦上機SBD ドーントレスの急降下爆撃を受ける。攻撃隊指揮官マクラスキー少佐（エンタープライズ）は戦闘機乗りから急降下爆撃機に転向したばかりなので戦術的過ちを犯し、指揮下のドーントレス32機すべてを空母加賀に集中させた。そこで第六爆撃飛行隊のディック・ベスト大尉は部下の小隊機（3機乃至5機）をひきいて赤城に向かった。ベスト隊が直上にきていたのに赤城は高射砲も撃たず、飛行機の発進準備をしつつ（零戦1機が発艦するのが見えたという）直進していた。急降下爆撃がはじまってから面舵にて回避に努めたが2発が命中、1発が至近弾となった。至近弾となった最初の1発は艦橋左舷数十mで炸裂、命中した2発は1発目が中部エレベーター付近に命中し、飛行甲板を突き破って格納庫内で炸裂。2発目が左舷後部甲板縁で炸裂、舵は取舵20度で固定し、赤城は旋回しかできなくなる。赤城の飛行甲板にいた牧島カメラマンによれば、初弾が左舷艦橋附近至近弾、次発が飛行甲板中央命中、三発目が艦尾至近弾となり、飛行甲板後部がめくれあがったという。艦橋にいた増田飛行長や橋本信号兵曹も、三発目は命中弾ではなく艦尾至近弾と回想している。
草鹿参謀長は、攻撃隊に準備ができたものから発艦するように命じ、攻撃隊の戦闘機が飛び立とうとしたところに爆撃を受け、あと5分あれば攻撃隊は発艦できたと回想している。これは「運命の5分間」と言われたが、実際には攻撃隊の準備はできておらず、5分で発艦するのは不可能だった。当時、赤城の飛行甲板上では直衛戦闘機の発艦準備中で、零戦1機（木村惟雄一飛曹）が発艦を終えた直後だった。木村によれば、加賀・蒼龍が被弾炎上するのを見て、咄嗟に発進準備中の隊長機に乗り発進したと回想している。滑走中だった二番機は甲板中央で逆立ちとなり、炎上した。
当時、赤城の格納庫内には3機の零戦、魚雷装備艦攻18機、第一次攻撃隊として着艦収容したばかりの艦爆18機があった。特に九七艦攻はアメリカ軍機動部隊攻撃のため燃料を満載し、魚雷を装備中だった。その周囲には艦攻から外した陸用爆弾が散乱していたという。中央部に命中したアメリカ軍機の爆弾により、これらが誘爆を始め、赤城の致命傷となった。増田(赤城飛行長)は四空母幹部との対談で「四万トンの『赤城』が250キロの爆弾一発でもってゲームセット。全くこれはあっけなかった。脆弱性を如実に示しているんでしょうね」と語っている。仮にベスト大尉率いる5機のドーントレスが攻撃に失敗した場合、健在艦は空母2隻（赤城、飛龍）となるため、本海戦の流れ全体が変わっていた可能性がある。
機械には異状がなかったが、右舷機関室の兵員は炎上格納庫から流れ込んだ熱気のために全員戦死した。三浦航海長が罐室から機械へ送る蒸気を止めたため、午前7時42分に赤城は洋上に停止。乗組員は炎上する飛行甲板にいられず、前部錨甲板か後部甲板に追い詰められてしまう。艦橋にも炎に追われた乗組員が逃げ込んだが、その艦橋にも逆立ちとなった炎上零戦から延焼し、南雲中将や草鹿龍之介参謀長ら司令部は艦橋前面の小窓から飛行甲板に下りた。彼らは艦首前甲板に移り、短艇で赤城を脱出し、午前7時46分に南雲第一航空艦隊司令長官と司令部人員は軽巡洋艦長良（第十戦隊旗艦、司令官木村進少将）に移乗した。
長良への移乗の経路には諸説ある。第10駆逐隊司令艦風雲（駆逐隊司令阿部俊雄大佐）の吉田正義駆逐艦長によれば、赤城内火艇で南雲長官以下司令部が風雲に移乗、続いて長良に移っていったという。従軍カメラマン牧島貞一や赤城信号員の橋本広の回想では、長良に直接移乗している。上空の木村も、赤城から長良へ向かうカッターボートを目撃している。橋本によれば、駆逐艦の嵐（第4駆逐隊司令有賀幸作大佐）が赤城左舷後部至近距離に停泊して南雲司令部の移乗を待っていたところ、赤城の左舷前方500mに停泊した長良からも迎えの短艇2隻が来たため、第十戦隊の旗艦である長良に移乗艦を変更したと回想している。戦闘詳報や戦史叢書では、この時接近した駆逐艦を野分と記している。この南雲司令部が移乗につかったボートは長良艇ではなく野分のものだった可能性もある。長良移動後の南雲中将は第十戦隊司令官木村進少将に長良による赤城曳航を命じたが、不可能だった。

#### 沈没
赤城は被雷しておらず、格納庫内部の誘爆によって内部から焼き尽くされていった。当時赤城雷爆兵器員だった秋本勝太郎によると、総員退艦命令が出たころ、機関科は健在で火災が鎮火し次第いつでも動く状態だったという。そのうち「注水弁開け」と命令があり、注水弁を開口しこれがさらなる誘爆を防いだ結果、被弾したほかの艦よりも生存者が多かったと語っている。甲板士官が独断で防火扉を開放したため、負傷者の移動と応急班員の移動を迅速に行うことが出来たという。午前8時、機関部との連絡が途絶。罐室の機関科兵は脱出に成功したが、タービン室と発電機室の兵は脱出連絡が間に合わず、全員戦死した。午前8時20分、青木泰二郎大佐は火勢が強まった艦橋から飛行甲板前部に移ると、負傷兵の駆逐艦移乗を命じる。この時点で格納庫内の魚雷と爆弾の誘爆により飛行甲板は大火災となり、艦長以下幹部達は艦首錨甲板(飛行甲板と船体の間)に追い込まれた。午前9時3分、赤城はなぜか自然に前進をはじめ、右回りに円を描いた。午前10時38分、昭和天皇の写真(御真影)を野分に移す。この後、後部との連絡が可能となったが、正午ちょうどに前部格納庫で再び大爆発が起きた。午後1時、赤城の青木艦長は赤城は一部の乗組員を野分や嵐に移乗させた。それでも青木艦長は赤城を救おうと努力し、午後3時20分には機関部の復旧を試みたが、ガスと熱気のため作業不可能であった。
午後4時20分、赤城の機関長の「自力航行不可能」の報告をもって青木艦長は総員退去を決定した。自沈のため、駆逐艦の魚雷発射を要請した。午後5時、乗組員は艦長の訓示を受け、嵐と野分に移乗を開始する。午後7時、嵐に約500名、野分に約200名が移乗した。ところが午後7時25分、後方の主力部隊・旗艦大和に座乗していた山本五十六連合艦隊司令長官（旧赤城艦長）から「赤城の処分は待て」と命令が入る。午後7時30分、青木艦長は第四駆逐隊の有賀幸作司令、三浦中佐(赤城航海長)、増田正吾中佐(赤城飛行長)等の説得により嵐に移った。以後の赤城は無人のまま漂流を続けた。日付が変わる頃、沈没した空母加賀の乗組員を救助していた萩風と舞風が合流、有賀司令は「今夜は赤城の警戒に任じ、敵艦来たらば刺違え戦法をもってこれを撃滅せんとす」を発令し、第四駆逐隊各艦は赤城の周囲を往復して警戒を行った。
午後11時55分、空母飛龍の喪失により勝敗が決したことを悟った山本司令長官は、連合艦隊電令第161号にてミッドウェー攻略中止を各部隊に命じる。日本時間6月5日午後11時50分、山本長官は黒島亀人参謀等の反対論を抑え、かつて艦長をつとめていた赤城の処分を命令した。第四駆逐隊は日付変更の時点でも燃えていると報告したが、この頃になると可燃物が全て燃え尽きたため、赤城は焼け焦げた姿で漂流していたという。一方、未だ誘爆が起きていたという証言もある。6月6日午前2時、第四駆逐隊各艦（航行順は嵐、野分、萩風、舞風）は赤城の右舷に対し各1本を発射した。4本の魚雷のうち2ないし3本が命中。1942年（昭和17年）6月6日午前2時10分、北緯30度30分、西経178度40分の地点で、赤城は艦尾から沈んでいった。中杉清治(舞風駆逐艦長)は沈没時に赤城から聞こえてきた音について「なにか生きているものの悲鳴のように思えた」と回想している。沈没からしばらくして海中で大爆発音があったという。萩風によれば、沈没時刻は現地時間午前4時55分（日の出五分前）。駆逐艦に分乗した赤城の生存者は連合艦隊主力部隊と合流後、戦艦陸奥等に移乗して日本本土へ向かった。
ミッドウェー海戦時の赤城に乗り組んでいた実員は不明である。これはミッドウェー基地占領時、同島基地に進出するための基地要員や兵員が便乗していた為である。赤城の定員は1,630名、第一航空艦隊司令部員が64名で、准士官以上8名、下士官兵213名の計221名が戦死した。機関科員が閉じ込められた加賀や蒼龍と異なり、その多くが救出されたため人的被害はこの二艦ほど多くはなかった。同海戦における赤城搭載機搭乗員の戦死者は機上3名、艦上4名の合わせて7名(戦闘機4名、艦爆1名、艦攻2名）で、淵田中佐、板谷少佐、村田少佐の3飛行隊長ら多くの搭乗員が救助された。赤城の炎上後も、数機の零戦が飛龍に着艦したが、その後の戦闘や飛龍の沈没によって全機が失われた。赤城の被弾直前に発進した木村の零戦も、エルロン故障のため飛龍へ着艦後海中投棄された。
7月14日、第一航空艦隊が解隊されて第三艦隊が新たに編成され、「赤城」は「飛龍」とともに第三艦隊附属とされた。2隻が第三艦隊に加えられたのは喪失秘匿のためであった。

### その後
2019年10月21日、ポールアレン財団は深海調査船ペトレルが中部太平洋の水深5,490メートルの海底に沈没する空母を発見。ソナー画像を検討し、その寸法と位置から赤城と断定した。
2023年9月11日、ロバート・バラードが率いる海洋調査船EVノーチラスが、ハワイ諸島北西側に連なる世界遺産・パパハナウモクアケア海洋国定公園で探索を行い、ミッドウェー海戦以来81年ぶりに赤城の姿を確認し、15日、2隻の日米の空母加賀とヨークタウンとともに船体を映像で捉えることに成功したと発表した。

## ドイツへの技術供与
1935年（昭和10年）6月にイギリスとの海軍協定（対英比率35%）を締結したナチス・ドイツ海軍は、2隻の空母建造を計画した。空母建造の経験を持たない同海軍は、事前にフリードリヒ・ハック（日独協会理事、シンツィンガー・ハック商会代理人）を通じて第二次ロンドン海軍軍縮会議予備交渉の帰途にあった大日本帝国海軍中将・山本五十六にアドルフ・ヒトラー総統との面会を打診、ヒトラーとの対面は実現直前にキャンセルされたが、ベルリンにて海軍統帥局長エーリヒ・レーダー、軍縮問題担当全権代表ヨアヒム・フォン・リッベントロップ、パウル・ベーンケ提督と山本の会談が実現する。日本海軍とドイツ航空産業との関係は深く、また山本も九九式艦上爆撃機や新型艦上戦闘機（零式艦上戦闘機）の開発にあたってドイツの技術に強い関心を示していた。実際に、赤城の視察はハインケル社からの急降下爆撃機の技術導入が交換条件の一つであり、ドイツ側も、かつて山本が艦長を務めた赤城を敢えて指定した可能性がある。当時、ドイツ陸軍は蔣介石（中華民国）と密接な関係を持ち軍事支援を行う一方、日本陸軍に対しては非常に冷淡であった。日本側も、空母を巡る交流からドイツの最新技術を取り入れたい思惑があり、軍務局の黒島亀人や艦政本部が準備を進めた。なお、ドイツに技術提供がなされた当時の赤城は三段飛行甲板であり、大改装前の状態である。
1935年1月24日、山本のベルリン訪問直後にドイツ海軍は「ドイツ海軍将校によるに日本の軍艦調査」の依頼を通知、続いて駐日ドイツ海軍武官ヴェネガ―中佐が赤城を見学、4月に鹿屋にて赤城搭載機訓練が許可された。8月、日独海軍間で正式に協定が結ばれ、「航空母艦赤城について、その設計から訓練方法まで、一切の秘密を公開し、ドイツ側の技術者及び飛行将校の視察」が許可される。日本帰国後の山本は12月に航空本部長職に着任するまで出仕のままであったが、思い入れのある赤城の技術移転に何らかの指導力を発揮したと思われる。9月、ドイツ技術使節がアメリカ経由で日本に到着すると、海軍省で赤城のブループリントが提供された。これら赤城の技術を参考にして建造が開始されたのが、ドイツの空母グラーフ・ツェッペリン（1936年末起工）であった。
1936年（昭和11年）2月、小島秀雄（在ドイツ日本大使館附海軍駐在武官兼艦政本部造船造兵監督官兼航空本部造兵監督官）がドイツに着任、レーダー海軍総司令官から赤城技術移転について感謝されたのち、小島は呉海軍工廠用の1万5000トン水圧機と室蘭用ローリングマシーン、最新防御甲鉄板（クルップ社）を発注する。大和型戦艦建造のために絶対必要な技術であり、また赤城の技術移転の交換条件の一つでもあった。一連の日独技術交流は、いわば空母赤城と戦艦大和の交換であった。
その後、第二次世界大戦勃発後には赤城の設計図が九五式魚雷などと共にドイツに届けられた（遣独潜水艦作戦）が、空母グラーフ・ツェッペリンは遂に完成されることはなかった。1942年6月上旬のミッドウェー海戦で赤城が沈没すると、海軍（山本と黒島）はグラーフ・ツェッペリンを買収して日本海軍に編入しようとした。しかしドイツ側はグラーフ・ツェッペリンの極東回航は不可能であると拒否し、代艦として神戸港に係留されていた客船シャルンホルストを譲渡、同船は1943年（昭和18年）12月、空母神鷹として竣工した。

## 要目
| 要目         | 三段式空母 | 一段全通式空母 |
| ------------ | --- | --- |
| 基準排水量   | 26,900英トン | 36,500英トンまたは38,800英トン（1938年3月時点） |
| 公試排水量   | 34,364英トン | 41,300トン |
| 全長         | 857 ft 0 in (261.21 m)                                                                                                   | 260.67m |
| 水線長       | 816 ft 9 in (248.95 m)                                                                                                   | 250.36m |
| 垂線間長     | 770 ft 0 in (234.70 m)                                                                                                   | |
| 水線幅       | 95 ft 0 in (28.96 m) | 31.32m |
| 最大幅       | 110 ft 0 in (33.53 m) または水線下最大幅 102.05 ft 0 in (31.10 m)                                                        | |
| 深さ         | 55 ft 8 in (16.97 m)(上甲板まで) 94 ft 10+3⁄8 in (28.91 m)(帰着甲板まで)                                                 | 28.65m(飛行甲板まで) |
| 吃水         | 26 ft 6 in (8.08 m) | 8.71m |
| 飛行甲板     | 624 ft 0 in (190.20 m) x 100 ft 0 in (30.48 m) (上段) 180 ft 6 in (55.02 m) x 75 ft 0 in (22.86 m)(下段) エレベーター2基 | 249.17m×30.48m エレベーター3基 |
| 推進         | 4軸 | 同左 |
| 主機         | 技本式タービン(高低圧 2組)4基                                                                                            | 同左 |
| 出力         | 131,200hp | 131,200hp または 133,000hp |
| 主缶         | ロ号艦本式専焼缶11基 同混焼缶8基                                                                                         | ロ号艦本式専焼缶 大型11基 同小型8基 |
| 速力         | 計画 31.0ノット 竣工時 32.5ノット 1931年3月 31.75ノット                                                                  | 31.2ノット |
| 燃料         | 重油 3,900英トン 石炭 2,100英トン                                                                                        | 重油 5,770トン または5,775トン(1938年3月) |
| 航続距離     | 8,000カイリ / 14ノット                                                                                                   | 8,200カイリ / 16ノット |
| 乗員         | 竣工時定員 1,400名 1931年3月 1,297名 1934年4月定員 1,299名                                                               | 1937年4月定員 1,627名 1938年3月 1,340名 最終時 1,630名 |
| 兵装         | 50口径20cm連装砲 2基4門 同単装砲 6門 45口径12cm連装高角砲 6基12門 12cm砲 4門 留式7.7mm機銃2挺(1931年)                    | 20cm単装砲 6門 12cm連装高角砲 6基12門 25mm連装機銃 14基28門 |
| 搭載艇       | 1931年3月 16隻 | 12m内火艇2隻、同11m1隻 12m内火ランチ4隻 9mカッター6隻 6m通船1隻 13m特型運貨船2隻 |
| 装甲         | 舷側：5インチVC鋼(傾斜12度)                                                                                              | 同左 |
| 搭載機       | 三式艦上戦闘機：16機 一〇式艦上偵察機：16機 一三式艦上攻撃機：28機 合計：60機                                            | 1938年 九六式艦上戦闘機：12+4機 九六式艦上爆撃機：19+5機 九六式艦上攻撃機：35+16機 合計：常用66機、補用25機 1941年12月7日保有機 零式艦上戦闘機：21機 九九式艦上爆撃機：18機 九七式艦上攻撃機：27機 |
| 着艦識別文字 | | ア |
| その他       | | 航空機用ガソリン425トン |

## 艦長
艤装員長
1. 海津良太郎 大佐：1925年12月1日 - 1926年6月1日[210]

艦長
1. 海津良太郎 大佐：1926年6月1日[210] - 1927年12月1日[211]
2. 小林省三郎 大佐：1927年12月1日 - 1928年12月10日[212]
3. 山本五十六 大佐：1928年12月10日 - 1929年10月8日[213]
4. 小林省三郎 大佐：1929年10月8日 - 1929年11月1日[212]
5. 北川清 大佐：1929年11月1日 - 1930年10月26日[214]
6. （兼）原五郎 大佐：1930年10月26日 - 1930年12月1日[212]
7. 和田秀穂 大佐：1930年12月1日 - 1931年8月28日[212]
8. 大西次郎 大佐：1931年8月28日 - 1931年12月1日[212]
9. 柴山昌生 大佐：1931年12月1日 - 1932年12月1日[212]
10. 近藤英次郎 大佐：1932年12月1日 - 1933年10月20日[212]
11. 塚原二四三 大佐：1933年10月20日 - 1934年11月1日[212]
12. 堀江六郎 大佐：1934年11月1日 - 1935年11月15日[212]
13. 松永寿雄 大佐：1935年11月15日 - 1936年12月1日[212]
14. 寺田幸吉 大佐：1936年12月1日 - 1937年8月27日[212]
15. 茂泉慎一 大佐：1937年8月27日 - 1937年12月1日[212]
16. 水野準一 大佐：1937年12月1日 - 1938年11月15日[212]
17. 寺岡謹平 大佐：1938年11月15日 - 1939年11月15日[212]
18. 草鹿龍之介 大佐：1939年11月15日 - 1940年10月15日[212]
19. 伊藤皎 大佐：1940年10月15日 - 1941年3月25日[215]
20. 長谷川喜一 大佐：1941年3月25日 - 1942年4月25日[212]
21. 青木泰二郎 大佐：1942年4月25日 -[212]

## 年表
- 1920年（大正9年）12月6日 - 巡洋戦艦赤城として呉海軍工廠において起工。
- 1925年（大正14年）4月22日 - 進水。
- 1927年（昭和2年）3月25日 - 航空母艦として竣工。
- 1935年（昭和10年）11月15日 - 予備艦に編入、佐世保海軍工廠にて改装工事開始。
- 1938年（昭和13年）8月31日 - 改装工事終了。
  - 12月15日 - 現役艦に復帰。
- 1942年（昭和17年）6月5日 - ミッドウェー海戦で大破炎上。翌日、第四駆逐隊（嵐、野分、萩風、舞風）の雷撃により処分された。
  - 9月25日 - 除籍。

## 映像記録
セイロン沖海戦全般を国民に向け報道するニュース映画『日本ニュース第99号<凱歌高しインド洋>』で、赤城の飛行甲板上で零戦の発艦作業および、零戦と九七艦攻の発艦シーンが撮影されている。NHKの戦争証言アーカイブスにて全編が視聴可能である。セイロン沖海戦後の『海鷲武勲の蔭に』では、艦前部の塗装塗り替え、飛行甲板上でおこなわれた乗組員体操の様子が記録されている（NHKアーカイブス）。
日本海軍が撮影したフィルムが残っており、真珠湾攻撃に出撃する直前に赤城の外舷を塗装している模様を撮影したものがある。

## 関連する作品
対米戦争初期、真珠湾攻撃を皮切りに破竹の進撃を続けた日本海軍機動部隊の旗艦であっただけに、史実的作品、空想作品ともに、取り上げられることが多い。
映像作品
- 『アルキメデスの大戦』

冒頭、山本五十六乗艦の三段空母として複葉機の発艦シーンがCGで再現される。
- 『永遠の0』

飛行甲板のオープンセットが千葉県南房総市白浜運動公園の崖に建設され、SBD ドーントレスから急降下爆撃を受け被弾するシーンなどが約2ヶ月間撮影された。ミッドウェー海戦での航行、沈没のシーンなどは、海上自衛隊保有の護衛艦「たかなみ」の協力の下、それまでの邦画としては最大規模の空撮とVFXを用いて再現された。
- 『新スタートレック』

第101話（第5シーズン#1）"Redemption II"（クリンゴン帝国の危機・後編）にライジェル級U.S.S AKAGI（NCC-62158）として登場する。次作の『DS-9』においてもアーミテージ級U.S.S アカギ（NCC-62158-A）として登場している。かつて史実で戦いあったアカギとホーネットは、作中ではともに仲間として2艦並んで防衛線を守る動きをしている。後にアメリカでゲーム化された『Star Trek Online』においても、U.S.S. アカギA（NCC-62158-A）が登場する。なお、これらの前時代設定にあたるコンスティテューション級としてU.S.S. アカギ（NCC-1779）が小説に存在するため、作品中に3世代に渡って名前を引き継いでいる事になる。
- 『ダイ・ハード』

ナカトミコーポレーションの債券が納められた金庫のセキュリティロックを解除するためのパスワードとして登場。戦歴のみが表示される画面から赤城という艦名を割り出し、赤城を英訳した「RED CASTLE」を端末に入力することでロックが解除されるというもの。
- 『太平洋の鷲』

真珠湾攻撃の場面を中心に『ハワイ・マレー沖海戦』や戦中の記録映像を流用している。なお、ミッドウェー海戦の場面はミニチュアや実物大セットを用いて新規に撮影されている。
- 『トラ・トラ・トラ!』

日本側での撮影用として、福岡県の海岸に実物大セットが製作された。なお、アメリカ側で撮影された攻撃隊発艦シーンの撮影に空母「レキシントン」を使用した関係上、実物大セットや特撮用ミニチュアの艦橋配置は実物と異なる右側とされている。
- 『ハワイ・マレー沖海戦』

記録映像の流用やミニチュアによる特撮映像のほか、艦橋や飛行甲板を再現した実物大のセットが千葉県の海岸に建てられ、攻撃隊の発艦シーンなどが撮影された。
- 『ハワイ・ミッドウェイ大海空戦 太平洋の嵐』

洋上航行が可能な大型のミニチュアが製作され、航行シーンが三浦半島沖で撮影された。
- 『連合艦隊司令長官 山本五十六』

瀬戸内海に停泊する姿やミッドウェー海戦の場面で特撮映像が新規撮影されたが、発艦シーンなどは『ハワイ・ミッドウェイ大海空戦 太平洋の嵐』で「飛龍」として撮影したものを一部流用している。
書籍
- 『太平洋の争覇戦　1931 - 1933』（北上亮二訳、白鳳社、1925年）

ヘクター・C・バイウォーター著。日米関係の険悪化と新鋭空母の充実によって、航空母艦として就役していた「赤城」と「加賀」が本来の艦種（巡洋戦艦、戦艦）に再改造される。「赤城」の要目は、44,000トン、16インチ砲8門、33ノット。
- 『ゼロの白鷹』

予科練の番外組である荒くれの零戦乗りたちが最初に着艦訓練をするのが赤城であるほか、真珠湾攻撃前に赤城に配属される。「まさか俺たちが赤城に乗れるとは」と、赤城が開戦初期の特別なステイタスを持った艦であることが強調されている。
- 『幼年冒険小説集』

最新鋭艦として物語中盤から登場し、恐竜を探す主人公達が乗艦する。海賊退治のため南方へ派遣される。
ゲーム
- 『War Thunder』

シングルミッションのほか、特定のゲームモードでプレイヤーの操縦する航空機のリスポーンポイントの1つとして登場する。

　『世界の覇者4』

　精鋭部隊としてゲーム内に登場。
アニメ
- 『艦隊これくしょん -艦これ-』

アニメキャラクターの赤城の夢の中で登場（雷撃処分されるシーンのみ）。OPにも登場する。
- 『ストライクウィッチーズ』

扶桑皇国海軍所属として第1期に登場。また作中世界では関東大震災が起きていないため、史実で被災した同型艦「天城」が無事に就役し、第2期と劇場版に登場したほか、架空の同型艦としてカールスラント海軍に譲渡された三番艦「グラーフ・ツェッペリン」と四番艦が存在する。